# Мартен, Малори
Малори Мартен (фр. Malaury Martin; 25 августа 1988, Ницца) — французский футболист, полузащитник итальянского клуба «Казале».

## Клубная карьера
Мартен начинал свою карьеру в Академии футбольного клуба «Монако». За первую команду «монегасков» дебютировал 13 мая 2006 года в заключительном матче чемпионата Франции 2005/06 против «Нанси» (2:2). В следующем сезоне к играм за основной состав Малори не привлекался, а в сезоне 2007/08 сыграл за «Монако» 8 матчей.
Летом 2008 года для получения игровой практики полузащитник был отдан в аренду в клуб Лиги 2 «Ним Олимпик». Дебют Мартена в составе «Нима» состоялся 12 сентября 2008 года в игре против «Тура» (0:1). На протяжении сезона Малори преследовала череда мелких травм, поэтому он сыграл лишь в 14 встречах чемпионата. Вернувшись в «Монако», Мартен на одной из предсезонных тренировок получил тяжелую травму и выбыл из строя на весь сезон 2008/09. Восстановившись, Малори рассчитывал побороться за место в основном составе «монегасков», но руководство больше не было заинтересовано в полузащитнике.
В июле 2010 года Мартен отправился на просмотр в клуб-дебютант английской Премьер-Лиги «Блэкпул». Ярко проявив себя на предсезонных сборах (в частности, в товарищеской игре против «Аккрингтон Стэнли» он был признан лучшим игроком матча), 11 августа Малори подписал с «моряками» годичный контракт. Однако вскоре француз получил повреждение крестообразных связок колена и выбыл на 7 месяцев. Вернувшись в строй в марте, Малори провёл лишь несколько игр за резервную команду. По окончании сезона руководство «Блэкпула» не стало продлевать с ним соглашение.
Летом 2011 года Мартен был приглашен на просмотр в «Мидлсбро» и после его успешного прохождения 18 июля подписал с «речниками» однолетний контракт. 9 августа Малори дебютировал за «Боро», выйдя в стартовом составе во встрече против «Уолсолла» (3:0) в рамках Кубка Английской Лиги. 21 августа в матче с «Бирмингем Сити» Мартен открыл счёт своим голам за «Боро»: появившись на 67-й минуте на замену вместо Хулио Арки, через 5 минут француз дальним ударом поразил ворота Боаза Майхилла, установив окончательный счёт 3:1. 3 декабря в матче с «Бристоль Сити» Малори также вышел на замену и в уже компенсированное время ударом со штрафного принес «Боро» минимальную победу 1:0.. 24 марта 2012 года Мартен забил свой третий мяч за «речников», снова в ворота «Бристоль Сити», и помог своей команде избежать поражения (1:1). По окончании сезона 2011/12 Малори покинул «Боро» на правах свободного агента.
После ухода из «Мидлсбро» в июле 2012 года француз побывал на просмотре в «Барнсли» и ему был предложен контракт, но стороны не сумели договориться.
16 февраля 2013 года Мартен подписал контракт до конца сезона со швейцарской «Лозанной». Дебют полузащитника состоялся 3 марта в игре против «Грассхоппера» (0:0).

## Международная карьера
Мартен был капитаном французской юношеской сборной (до 17 лет), пройдя в этом качестве до молодёжной сборной.
В составе сборной до 19 лет Малори принимал участие в юношеском чемпионате Европы 2007, где Франция достигла полуфинала, и отметился дублем в ворота сборной Сербии. Всего на уровне юношеских и молодёжных сборных Мартен провёл 47 матчей и забил 5 мячей.